# ميدواي نورث (تكساس)
ميدواي نورث (بالإنجليزية: Midway North CDP, Texas)‏ هي منطقة سكنية تقع بولاية تكساس في الولايات المتحدة. تبلغ مساحتها 5.4 كم2، وترتفع عن سطح البحر 24 م، بلغ عدد سكانها 4,752 نسمة في عام 2010 حسب إحصاء مكتب تعداد الولايات المتحدة وتصل الكثافة السكانية فيها 880 نسمة لكل كيلومتر مربع (2,279.2/ميل2).

## التركيبة السكانية
حدّد مكتب تعداد الولايات المتحدة بيانات التركيبة السكانية لميدواي نورث في تعداد الولايات المتحدة. في ما يلي، التركيبة السكانية حسب تعدادي 2000 و2010.

### تعداد عام 2000
بلغ عدد سكان ميدواي نورث 3,946 نسمة بحسب تعداد عام 2000، وبلغ عدد الأسر 834 أسرة وعدد العائلات 784 عائلة مقيمة في المنطقة السكنية. في حين سجلت الكثافة السكانية 730.7 نسمة لكل كيلومتر مربع (1,892.5/ميل2). وبلغ عدد الوحدات السكنية 902 وحدة بمتوسط كثافة قدره 167 لكل كيلومتر مربع (432.5/ميل2).
وتوزع التركيب العرقي للمنطقة السكنية بنسبة 88.70% من البيض و0.15% من الأمريكيين الأفارقة و0.18% من الأمريكيين الأصليين و9.96% من الأعراق الأخرى و1.01% من عرقين مختلطين أو أكثر و98.96% من الهسبانيون أو اللاتينيون من أي عرق.
بلغ عدد الأسر 834 أسرة كانت نسبة 76.3% منها لديها أطفال تحت سن الثامنة عشر تعيش معهم، وبلغت نسبة الأزواج القاطنين مع بعضهم البعض 77.6% من أصل المجموع الكلي للأسر، ونسبة 13.2% من الأسر كان لديها معيلات من الإناث دون وجود شريك،  بينما كانت نسبة 3.2% من الأسر لديها معيلون من الذكور دون وجود شريكة وكانت نسبة 6% من غير العائلات. تألفت نسبة 4.2% من أصل جميع الأسر من عدة أفراد يعيشون في نفس المنزل ونسبة 1.4% كانت تتألف من شخص يعيش بمفرده يبلغ من العمر 65 عاماً أو أكثر. وبلغ متوسط حجم الأسرة المعيشية 4.73، أما متوسط حجم العائلات فبلغ 4.88.
بلغ العمر الوسطي للسكان 21.2 عاماً. وكانت نسبة 42.8% من القاطنين تحت سن الثامنة عشر، وكانت نسبة 13.9% بين الثامنة عشر والرابعة والعشرين عاماً، ونسبة 27.3% كانت واقعةً في الفئة العمرية ما بين الخامسة والعشرين والرابعة والأربعين عاماً، ونسبة 12.3% كانت ما بين الخامسة والأربعين والرابعة والستين، ونسبة 3.7% كانت ضمن فئة الخامسة والستين عاماً فما فوق. يوجد لكل 100 أنثى 101.6 ذكر، ويوجد لكل 100 أنثى في الثامنة عشر من عمرها فما فوق 98.1 ذكر.
بلغ متوسط دخل الأسرة في المنطقة السكنية 21,849 دولارًا، أما متوسط دخل العائلة فبلغ 22,529 دولارًا. وكان متوسط دخل الذكور 17,028 دولارًا مقابل 12,162 دولارًا للإناث. وسجل دخل الفرد الخاص بالمنطقة السكنية 5,202 دولارًا. وكانت نسبة 43.4% من العائلات ونسبة 43.9% من السكان تحت خط الفقر، وكان من هؤلاء نسبة 50.4% تحت سن الثامنة عشر ونسبة 49% في الخامسة والستين من العمر وما فوق.

### تعداد عام 2010
بلغ عدد سكان ميدواي نورث 4,752 نسمة بحسب تعداد عام 2010، وبلغ عدد الأسر 1,074 أسرة وعدد العائلات 993 عائلة مقيمة في المنطقة السكنية. في حين سجلت الكثافة السكانية 880 نسمة لكل كيلومتر مربع (2,279.2/ميل2). وبلغ عدد الوحدات السكنية 1,159 وحدة بمتوسط كثافة قدره 214.6 لكل كيلومتر مربع (555.8/ميل2).
وتوزع التركيب العرقي للمنطقة السكنية بنسبة 85.86% من البيض و0.74% من الأمريكيين الأفارقة و0.65% من الأمريكيين الأصليين و11.89% من الأعراق الأخرى و0.86% من عرقين مختلطين أو أكثر و98.57% من الهسبانيون أو اللاتينيون من أي عرق.
بلغ عدد الأسر 1,074 أسرة كانت نسبة 67.9% منها لديها أطفال تحت سن الثامنة عشر تعيش معهم، وبلغت نسبة الأزواج القاطنين مع بعضهم البعض 67.6% من أصل المجموع الكلي للأسر، ونسبة 18.7% من الأسر كان لديها معيلات من الإناث دون وجود شريك،  بينما كانت نسبة 6.1% من الأسر لديها معيلون من الذكور دون وجود شريكة وكانت نسبة 7.5% من غير العائلات. تألفت نسبة 6.8% من أصل جميع الأسر من عدة أفراد يعيشون في نفس المنزل ونسبة 2.5% كانت تتألف من شخص يعيش بمفرده يبلغ من العمر 65 عاماً أو أكثر. وبلغ متوسط حجم الأسرة المعيشية 4.42، أما متوسط حجم العائلات فبلغ 4.61.
بلغ العمر الوسطي للسكان 24.5 عاماً. وكانت نسبة 37.6% من القاطنين تحت سن الثامنة عشر، وكانت نسبة 13.1% بين الثامنة عشر والرابعة والعشرين عاماً، ونسبة 25.7% كانت واقعةً في الفئة العمرية ما بين الخامسة والعشرين والرابعة والأربعين عاماً، ونسبة 18.2% كانت ما بين الخامسة والأربعين والرابعة والستين، ونسبة 5.4% كانت ضمن فئة الخامسة والستين عاماً فما فوق. وتوزع التركيب الجنسي للسكان بنسبة 49.7% ذكور و50.3% إناث.